# Ишхой-Хутор
Ишхой-Хутор (чечен. Ишхой-Отар, Ишхой-КІотар) — село в Ножай-Юртовском районе Чеченской Республики. Входит в состав Рогун-Кажинского сельского поселения.

## География
Село расположено на правом берегу реки Ямансу, в 6 км к юго-западу от районного центра — Ножай-Юрт и в 80 км к юго-востоку от города Грозный.
Ближайшие населённые пункты: на севере — село Айти-Мохк, на северо-востоке — село Ножай-Юрт, на востоке — сёла Рогун-Кажа и Чурч-Ирзу, на юго-востоке — село Мехкешты, на юго-западе — село Бильты, на западе — село Аллерой и на северо-западе — село Совраги.

## История
Селение было основано представителями тайпа ишхой. Точная дата основания села неизвестна.

## Население
| 1990 | 2002 | 2010 |
| ---- | ---- | ---- |
| 114  | ↗135 | ↗205 |

## Образование
- Ишхой-Хуторская муниципальная основная общеобразовательная школа[9].